# Starptautiskā lidosta "Liepāja"
Starptautiskā lidosta "Liepāja" är en flygplats i Lettland. Den ligger i den västra delen av landet, 190 km väster om huvudstaden Riga. Starptautiskā lidosta "Liepāja" ligger 4 meter över havet.
Terrängen runt Starptautiskā lidosta "Liepāja" är platt. Runt Starptautiskā lidosta "Liepāja" är det glesbefolkat, med 13 invånare per kvadratkilometer. Närmaste större samhälle är Liepāja, 4,9 km väster om Starptautiskā lidosta "Liepāja". I omgivningarna runt Starptautiskā lidosta "Liepāja" växer i huvudsak blandskog.